# Silene joerstadii
Silene joerstadii är en nejlikväxtart som beskrevs av Per Erland Berg Wendelbo. Silene joerstadii ingår i släktet glimmar, och familjen nejlikväxter. Inga underarter finns listade i Catalogue of Life.